# Agustín Rubín de Ceballos
Agustín Rubín de Ceballos (Dueñas, 24 de juliol de 1724 - Madrid, 8 de febrer de 1793) va ser un religiós castellà, que va ser bisbe de Jaén (1780-1793) i inquisidor general (1784-1793), on va destacar per la seva activitat contra la censura i les idees de la revolució francesa.

## Primers anys
Va néixer a Dueñas, el 9 de juliol de 1724. Va estudiar ambdós drets, Canònic i Civil. En l'àmbit eclesiàstic, primer va ser canonge de la catedral de Palència i, després, de la catedral de Conca.

## Bisbe de Jaén
Va ser nomenat bisbe de Jaén l'11 de setembre de 1780, i va prendre possessió del càrrec el 9 de novembre del mateix any. Durant el seu mandat a la diòcesi, va embellir la catedral amb obres com la capella de Sant Eufrasi o el tabernacle de l'altar major. A més, va iniciar un procés de reorganització de parròquies a la diòcesi, que va ser continuada pel seu successor, el frare agustí Diego de Melo de Portugal.

## Inquisidor general
Va ser designat inquisidor general d'Espanya el 23 de gener de 1784, en substitució de Felip Bertran, i va prendre possessió del càrrec el 7 de juny del mateix any. Segons Juan Antonio Llorente, durant el seu mandat no van haver persones cremades en persona o estàtua, van haver catorze penitenciats en públic, tanmateix, afirma que van haver molts altres en secret. També destaca la seva activitat censora de la premsa i altres obres escrites. El 1792 va encarregar, malgrat l'oposició del Consell Suprem de la Inquisició, la redacció d'un nou índex inquisitorial d'obres prohibides a Joaquín Castellot, religiós de l'Encarnació de Madrid. A petició del comte de Floridablanca, també es va publicar un edicte per prohibir la circulació d'idees revolucionàries procedents de França.

## Mort
Va ocupar el dos càrrecs, el de bisbe i inquisidor, fins a la seva mort, el 8 de febrer de 1793 a Madrid. Per petició expressa del difunt, va ser sebollit a la capella que havia fundat dedicada a Sant Eufrasi, a la catedral de Jaén.

## Distincions
Va ser distingit com a cavaller i Gran Creu de l'orde de Carles III.